# Dieter Aurass
Dieter Aurass (* 22. April 1955 in Frankfurt am Main) ist ein deutscher Autor von Kriminalromanen.

## Leben
Dieter Aurass wuchs in Frankfurt am Main auf, wo er 1974 am Leibniz-Gymnasium das Abitur ablegte. Danach begann er seine Laufbahn als Kriminalbeamter beim BKA in Wiesbaden.
Nach Abschluss der Ausbildung 1977 verrichtete er für kurze Zeit Dienst als Personenschützer in der Abteilung Sicherungsgruppe des BKA, bevor er zur Abteilung Terrorismusbekämpfung wechselte, wo er im Rahmen der Bekämpfung der RAF-Kriminalität als Ermittlungsbeamter in Bonn-Bad Godesberg und Wiesbaden arbeitete.
1986 wechselte er zur Abteilung Staatsschutz und ermittelte in Fällen von „geheimdienstlicher Agententätigkeit und Landesverrat“, ab der Deutschen Wiedervereinigung häufig in der ehemaligen DDR. 1996 wechselte er zur Abteilung IT, wo er zunächst Beamte des BKA in der Nutzung der IT ausbildete, und ab 2000 im IT-Management an Projekten mitarbeitete. Im Jahr 2005 wechselte er zur Bundespolizei (Bundespolizeipräsidium), wo er in Koblenz in verschiedenen IT-Projekten arbeitete.
2014, zwei Jahre vor seiner Pensionierung im Jahr 2016, begann er, an seinem ersten Roman zu arbeiten. Bereits 2015 ging er bei der Agentur Brauer (München) unter Vertrag. Seit Januar 2016 ist er hauptberuflich Autor, veranstaltet Krimi-Dinner mit Lesungen, ist bereits mehrfach Gast im Krimihotel in Hillesheim in der Eifel mit Wochenendveranstaltungen gewesen und liest in Bibliotheken, Buchhandlungen und auf Kreuzfahrt-Reisen.
Er ist Mitglied der Vereinigung deutschsprachiger Krimi-Autoren Das Syndikat und des Verbands deutscher Schriftsteller in ver.di, Landesbezirk Rheinland-Pfalz.
Dieter Aurass ist verheiratet und lebt mit seiner Frau in Mülheim-Kärlich.

## Veröffentlichungen

### Unter dem Namen Dieter Aurass
- Frankfurter Kaddisch (Mandelbaum-Reihe 1), GMEINER-Verlag, Juli 2016, ISBN 3-8392-1959-0
- Transplantierter Tod, Thriller, NEOPUBLI-Verlag, Mai 2017, ISBN 978-3-7450-9703-0
- Frankfurter Blutspur (Mandelbaum-Reihe 2), GMEINER[5]-Verlag, Juli 2017, ISBN 3-8392-2096-3
- Verborgen, Thriller, HEIN-Verlag, September 2017, ISBN 3-944828-25-9
- Frankfurter Schattenjagd, dystopischer Kriminalroman, GMEINER-Verlag, April 2018, ISBN 978-3-8392-2211-9
- Frankfurter Kreuzigung (Mandelbaum-Reihe 3), NEOPUBLI, September 2018, ISBN 3-7467-5659-6
- Rheinlandbastard, Historischer Kriminalroman, HEYNE[6], August 2019, ISBN 3-453-43948-1
- Jeden 3. Tag, Thriller, CW NIEMEYER[7], März 2020, ISBN 3-8271-9544-6
- Autor oder Autorin werden … (Sachbuch/Ratgeber), Neobooks eBook, September 2020, ISBN 978-3-7529-1560-0
- Zwang zu töten, CW Niemeyer, September 2021, ISBN 978-3-8271-9391-9
- O schöne, schaurige Weihnachtszeit, Kaufmann-Verlag, Kalender mit Kurzgeschichten, Juli 2021, ISBN 978-3-7806-1371-4
- Schatten der Vergangenheit, Kaufmann-Verlag, Kalender mit Krimiroman, August 2022, ISBN 978-3-7806-1384-4
- OST WEST DEUTSCH TOT, VW Niemeyer, ISBN 978-3-8271-9370-4
- SitterCats 2.0, NEOPUBLI-Verlag, Dezember 2022, ISBN 978-3-7565-5689-2
- SANDMANN – Abltraumleben, Kick-Verlag, Juli 2022,
- Hörbuch:  VERBORGEN, Early Bird Verlag, Februar 2023, ISBN 978-3-98576-029-9
- WASSERSTOFF, Maximum-Verlag, Juli 2023, ISBN 978-3-948346-77-5

### Unter dem Pseudonym „Francis Fein“
- Gedankenstürme, mystischer Krimi, NEOPUBLI-Verlag, 2016, ISBN 978-3-7418-0867-8

### Krimikurzgeschichten bei Digital Publishers, „Booksnacks“ als eBook-only
- Locked in, Mai 2020, ISBN 978-3-96817-024-4
- Am Tage meines Todes, Juli 2020, ISBN 978-3-96817-019-0
- Kämpfe oder stirb, September 2020, ISBN 978-3-96817-247-7[8]

### Unter dem Pseudonym „Dirk Bodenstein“
- Polizeibeamte sind auch nur Menschen, oder?, Neopubli-Verlag, 2019, ISBN 3-7485-1904-4

### Krimikurzgeschichten in Anthologien
- Rede oder stirb. In: Banken, Bembel und Banditen. Gmeiner-Verlag, September 2020, ISBN 3-8392-2689-9
- Solvent Rot. In: Einmal kurz die Welt retten, Gmeiner-Verlag, März 2022, ISBN 978-3-8392-0128-2

## Podcasts
Dieter Aurass ist auch der Herausgeber des Podcasts „Autor oder Autorin werden … ich möchte ein Buch schreiben“ bei Anchor, Spotify, Apple-Podcasts, Google Podcasts u. a., einem Ratgeber für angehende Autoren in 45 Folgen.
Zusätzlich ist er seit Juli 2020 Moderator der Podcast-Reihe des NEXT-Magazins in Koblenz „NEXT ModeratorInnen Plausch“, in dem er ca. einstündige Gespräche mit Autorinnen und Autoren unterschiedlicher Genres über ihr Leben und ihre Werke führt. Dieser Podcast erscheint monatlich.

## Belege
1. ↑  Amazon.de : Dieter Aurass. Abgerufen am 14. September 2020 (deutsch).
2. ↑  Bundespolizei - Bundespolizeipräsidium. Abgerufen am 14. September 2020.
3. ↑  Krimihotel Hillesheim - Angebote
4. ↑  Dieter Aurass auf der Seite des Gmeiner-Verlags
5. ↑  Startseite - Gmeiner Verlag. Abgerufen am 14. September 2020.
6. ↑  Heyne Verlag. Beste Unterhaltung, spannende Informationen. Bücher, Autoren, Leseproben & mehr. Abgerufen am 14. September 2020.
7. ↑  Willkommen auf der Startseite. Abgerufen am 14. September 2020.
8. ↑  dp DIGITAL PUBLISHERS. Abgerufen am 14. September 2020.
9. ↑  Autor oder Autorin werden … ich möchte ein Buch schreiben! • A podcast on Anchor. Abgerufen am 14. September 2020 (englisch).

| Personendaten    | Personendaten                                           |
| ---------------- | ------------------------------------------------------- |
| NAME             | Aurass, Dieter                                          |
| ALTERNATIVNAMEN  | Fein, Francis (Pseudonym); Bodenstein, Dirk (Pseudonym) |
| KURZBESCHREIBUNG | deutscher Autor und Kriminalbeamter                     |
| GEBURTSDATUM     | 22. April 1955                                          |
| GEBURTSORT       | Frankfurt am Main                                       |